# دلیا ماتاش
دلیا ماتاکه (به انگلیسی: Delia Matache) (زاده ۷ فوریه ۱۹۸۲) خواننده رومانیایی است.